# Jerry Sikhosana
Jerry Sikhosana (8 giugno 1969) è un ex calciatore sudafricano, di ruolo attaccante.